# Santi Apostoli (Florenz)

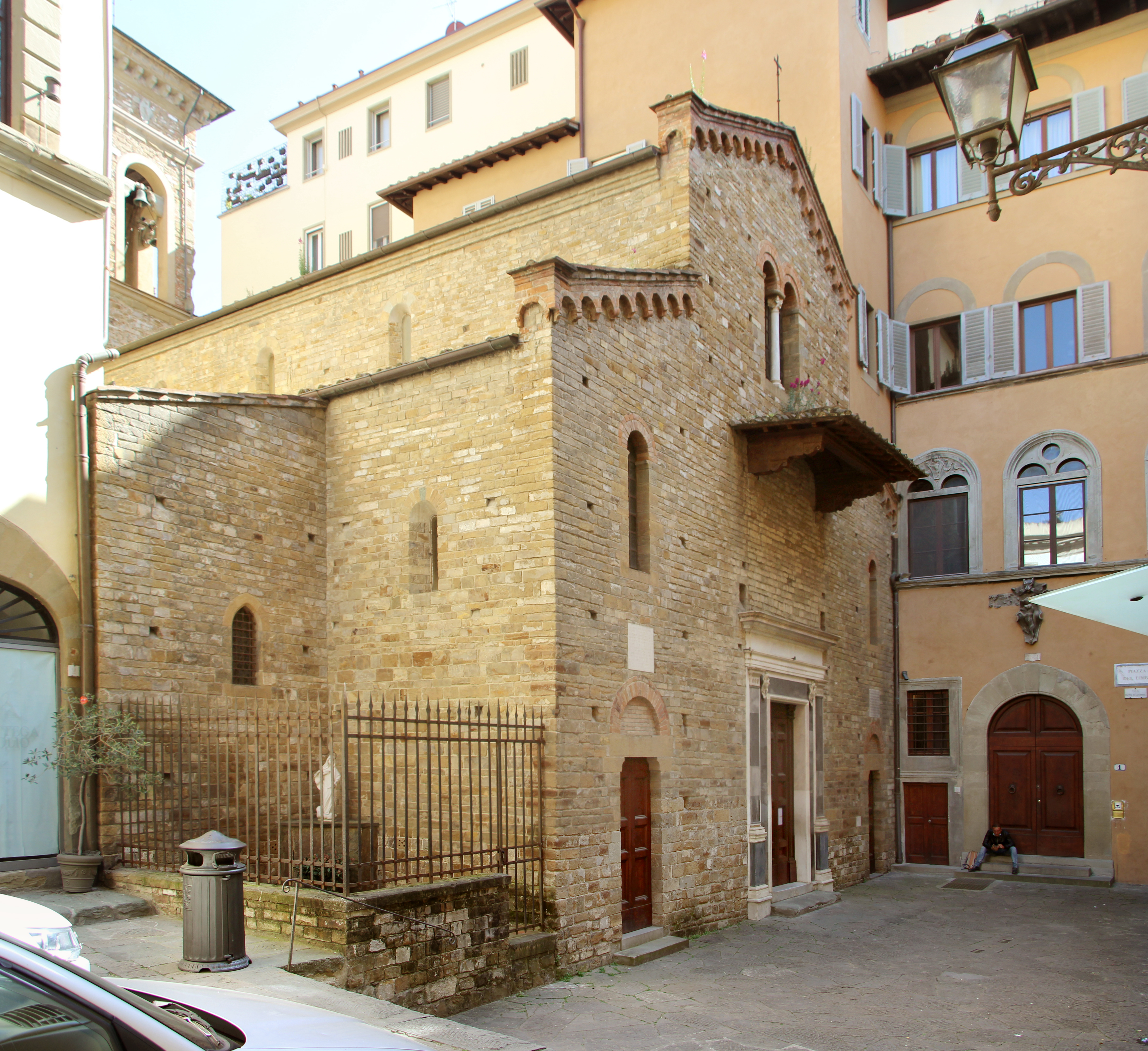
Santi Apostoli in Florenz

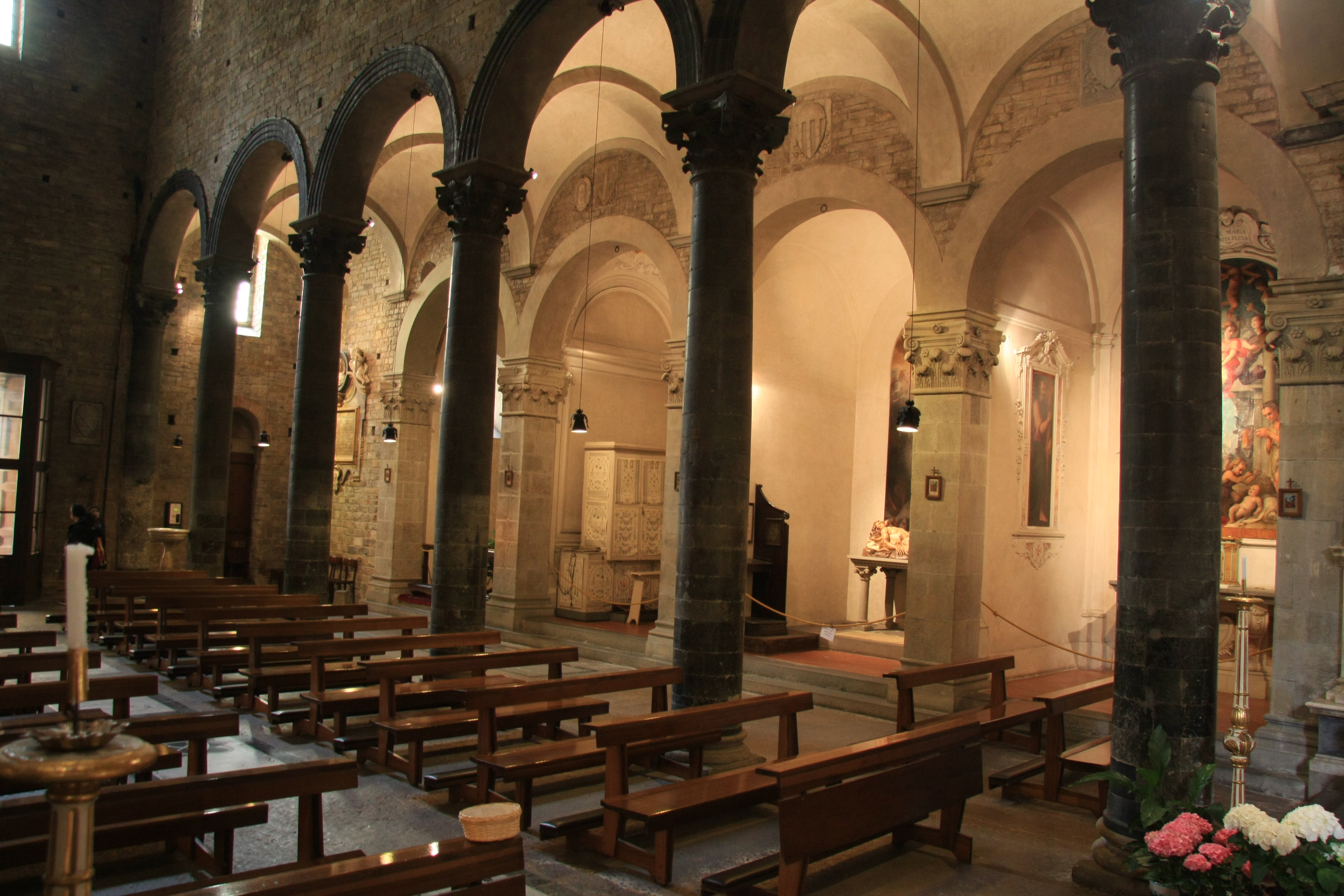
Blick ins linke Seitenschiff

Santi Apostoli ist eine romanische Kirche in Florenz – eine der wenigen, deren frühmittelalterliche Gestalt dank sorgfältiger Restaurierungsarbeiten erhalten werden konnte.
Der Baubeginn der erstmals 1075 erwähnten Kirche kann nur aus ihren architektonischen Merkmalen erschlossen werden. Diese legen, aufgrund ihrer stilistischen Verwandtschaft zum Baptisterium San Giovanni und der Kirche San Miniato al Monte, eine Entstehung um 1060 nahe. Wie diese beiden anderen Beispiele der Protorenaissance in Florenz weist sie eine Reihe von Bauelementen auf, die antike Vorbilder aufgreifen.
Die Fassade ist in schlichtem romanischen Stil mit lombardischen Zierformen. Das Portal stammt aus dem 15. Jahrhundert.
Im Inneren entspricht der Bau als dreischiffige, querhauslose Basilika mit halbrunder Apsis dem Grundtyp frühchristlicher Kirchen. Die Schiffe sind durch Säulen aus grünem Marmor (aus dem nahegelegenen Prato) voneinander getrennt, deren Schäfte die Entasis (Schwellung) antiker Tempelbauten aufweisen.
Auch die vierfach gestuften Rundbögen der Arkaden verweisen deutlich auf die antiken Vorbilder. Dem Formenschatz der vorchristlichen Baukunst entstammen ferner die korinthischen Kapitelle, deren unmittelbare Vorbilder sich in der Kirche selbst befinden: Die beiden westlichen Säulen besitzen tatsächlich antike Kapitelle (1. Jh. vor Chr.), die als Spolien wohl den nahegelegenen römischen Thermenanlagen entnommen worden waren.
Die romanische Schlichtheit wird in der Apsis besonders deutlich, in der das grobe Mauerwerk sichtbar ist.
Die erwähnten antikisierenden Formen der Kirche nehmen bereits wichtige Elemente der Renaissance-Architektur Filippo Brunelleschis vorweg. Er soll u. a. durch diese Kirche inspiriert worden sein, die alten Formen in der Architektur neu aufzugreifen. Als Bindeglied zwischen der Antike und ihrer „Wiedergeburt“ im 15. Jh. stellt Santi Apostoli somit einen bedeutenden Vertreter der Florentinischen Baukunst des Mittelalters dar.
Einige wenige Elemente in der Kirche sind jüngeren Datums: der offene, hölzerne und reich dekorierte Dachstuhl stammt aus dem Jahr 1333, die Seitenschiffe aus dem 16. Jh. Der Fußboden besteht aus einfachen Mosaiken und zahlreichen Grabplatten berühmter Florentiner Familien. Am Ende des linken Seitenschiffs findet sich ein Tabernakel aus glasierter Terrakotta von Giovanni della Robbia.
Der kleine Vorplatz, Piazza del Limbo, war in früherer Zeit ein Friedhof für ungetauft gestorbene Kinder.

## Weitere Bilder

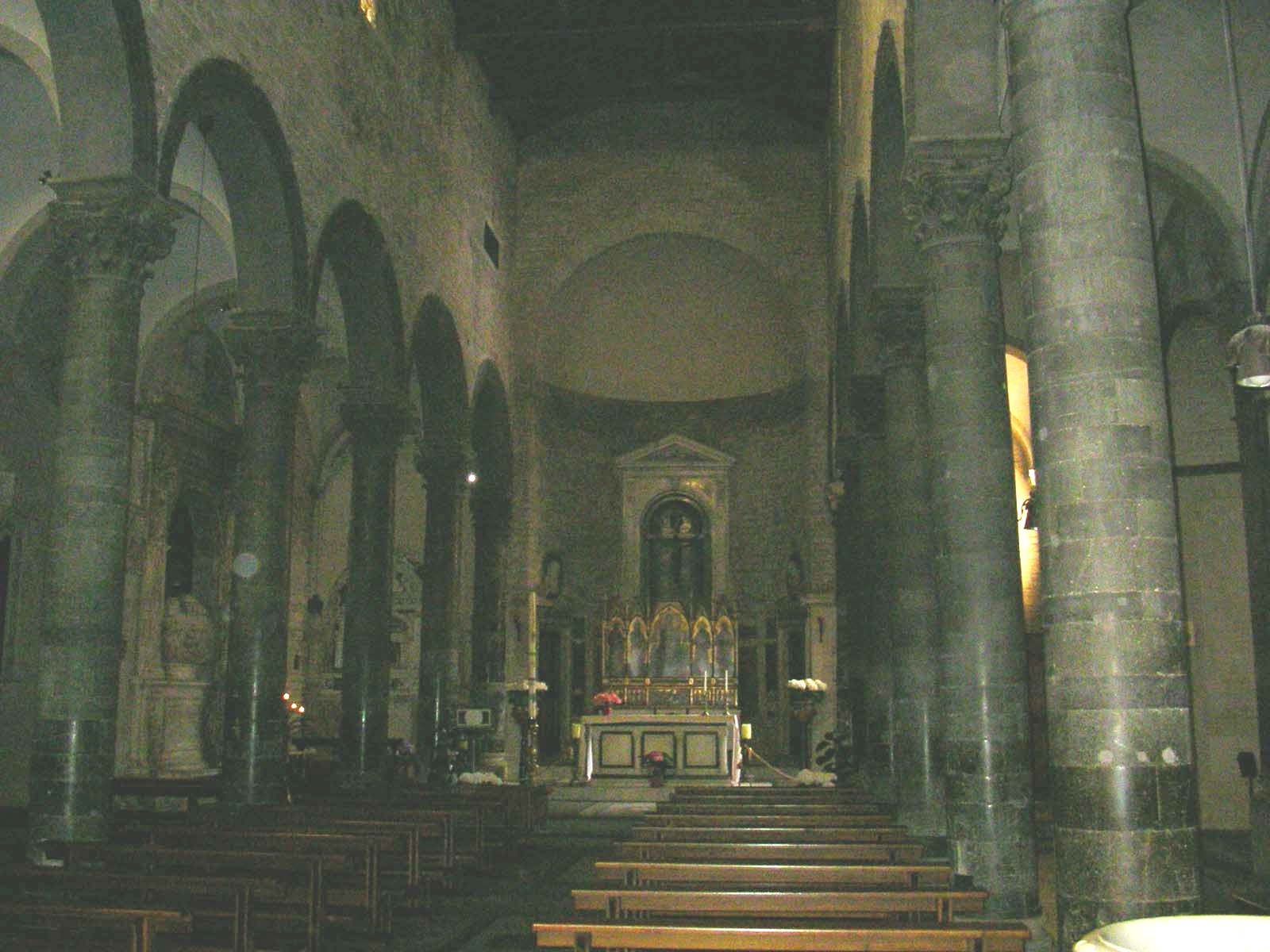
Mittelschiff
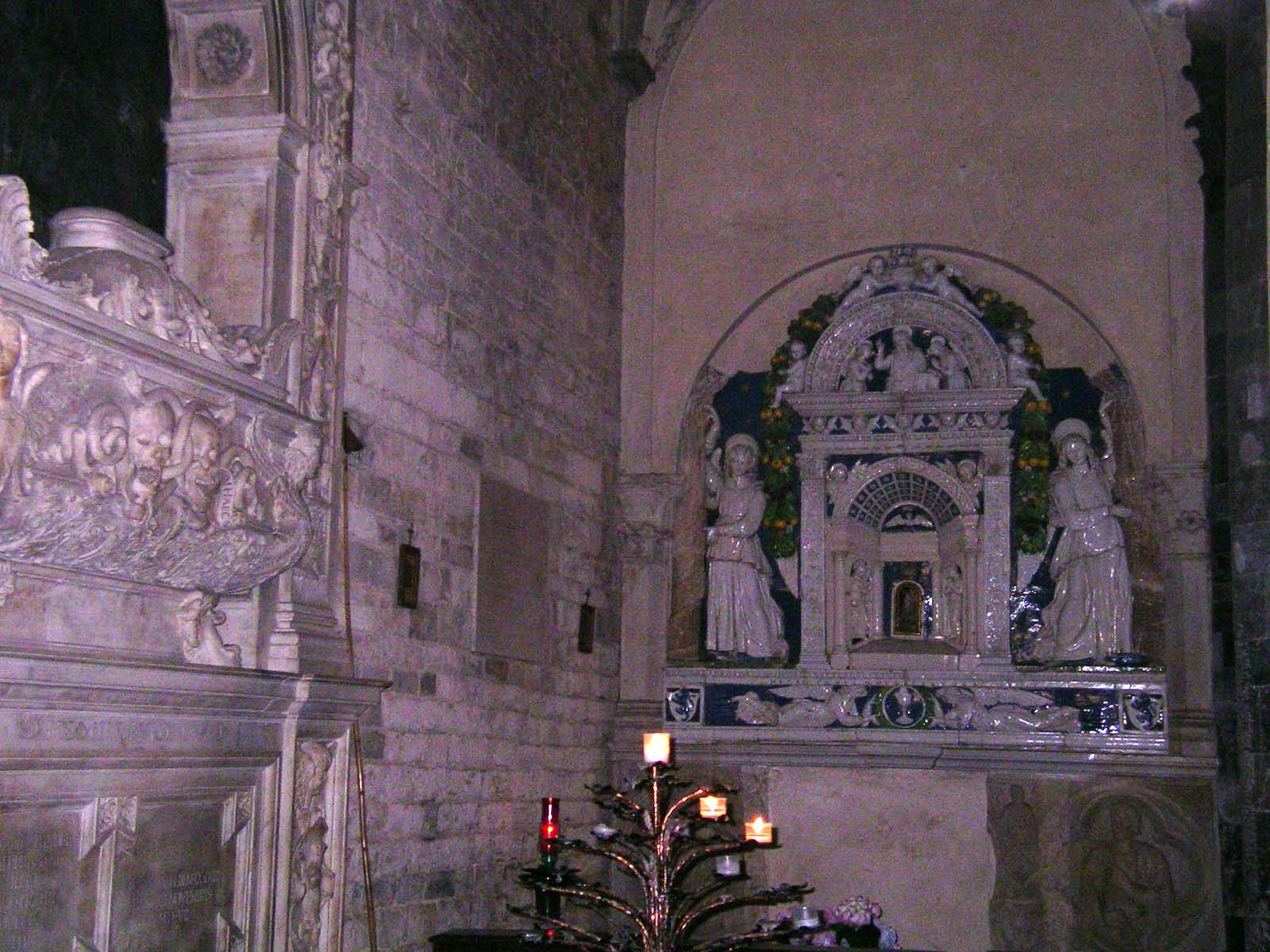
Tabernakel von Giovanni della Robbia und Grab des Oddo Altoviti
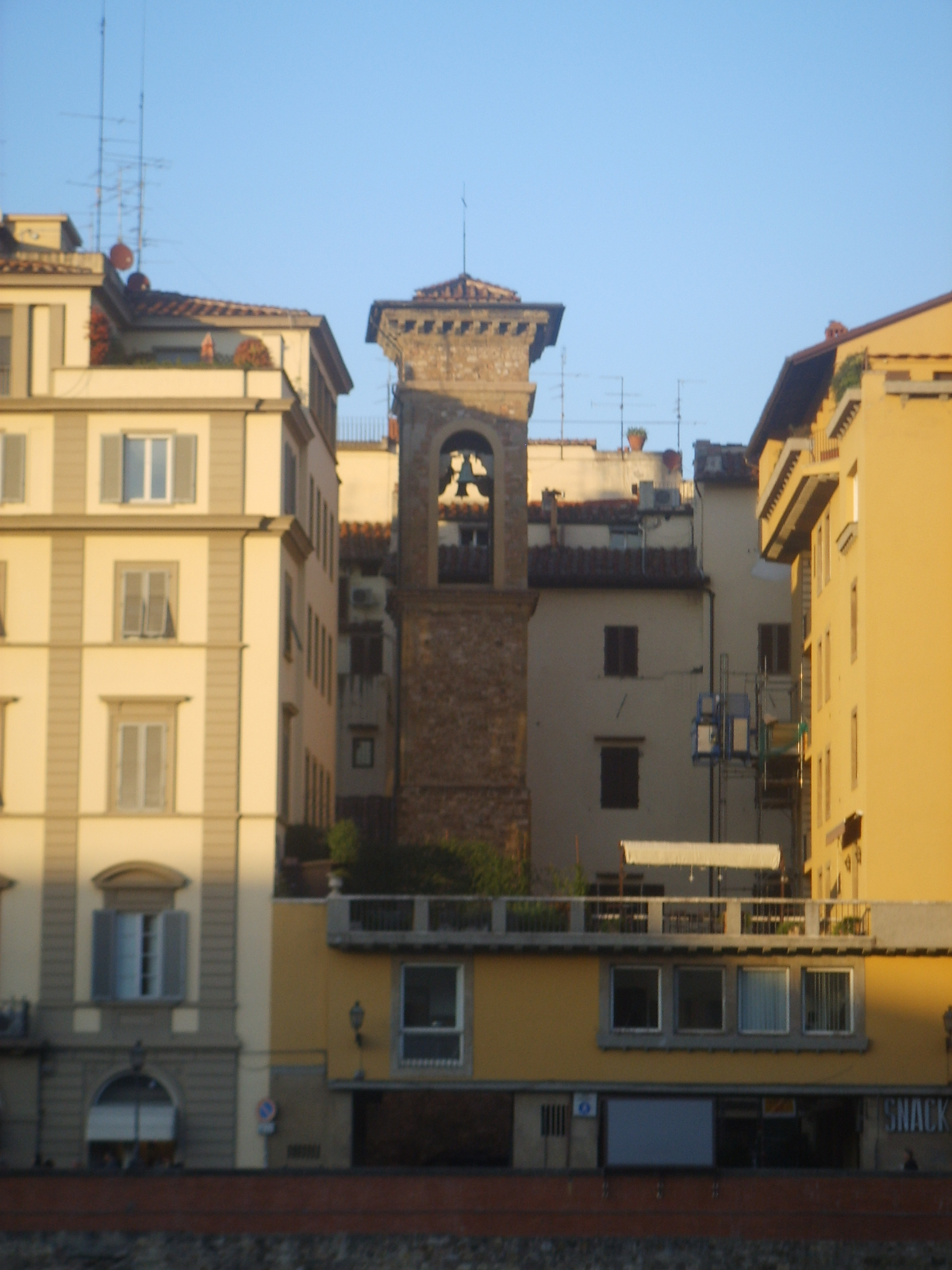
Blick auf den Campanile vom anderen Arno-Ufer aus